# Toyogodin
Toyogodin, également orthographié Toyogdin, est une commune rurale située dans le département de Tougouri de la province du Namentenga dans la région Centre-Nord au Burkina Faso. 

## Éducation et santé
Toyogodin accueille un centre de santé et de promotion sociale (CSPS) tandis que le centre médical avec antenne chirurgicale (CMA) se trouve dans la province voisine à Kaya.